# Friedhof Blankenese

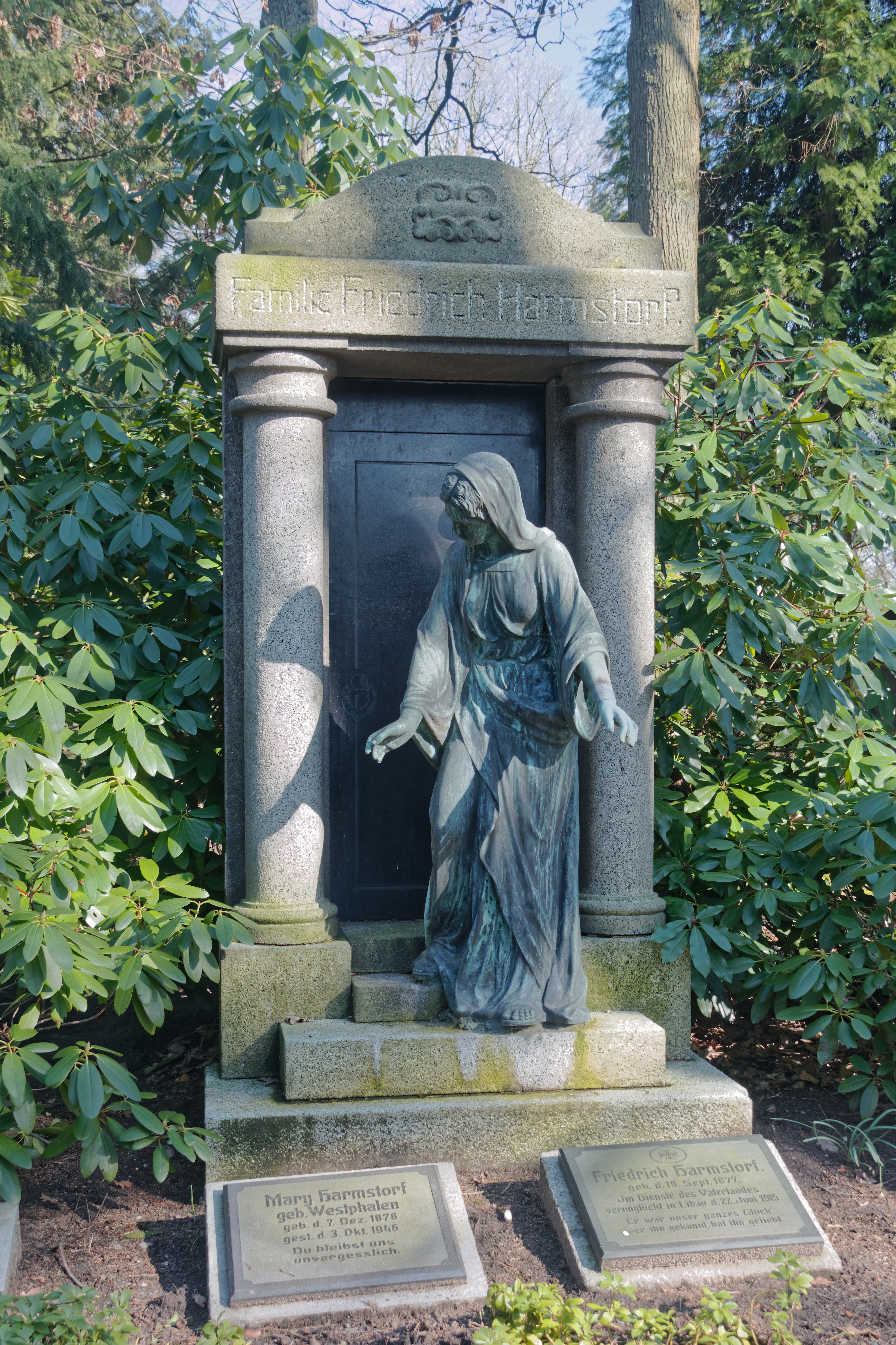
Familiengrab im älteren Friedhofsteil

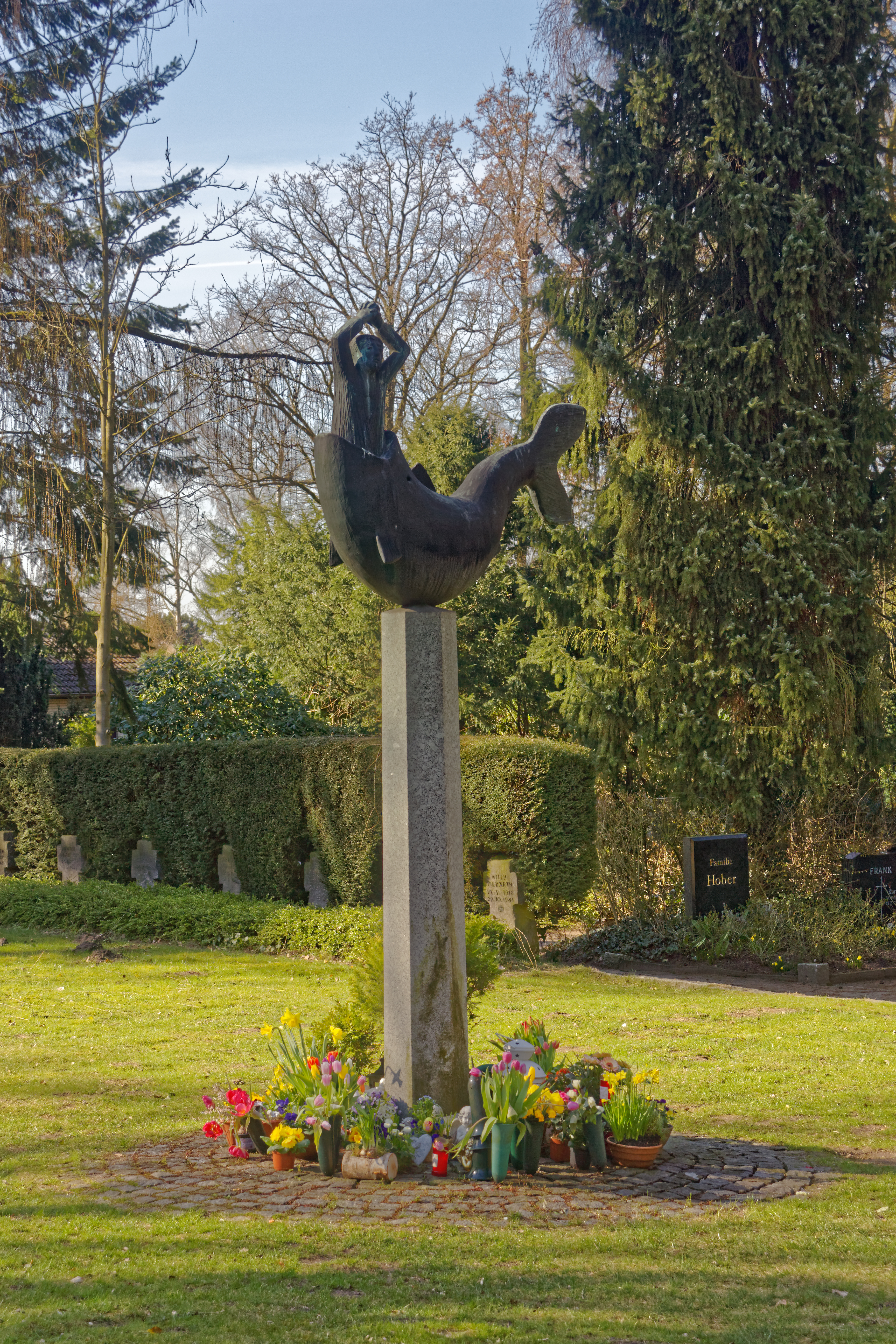
Skulptur im Urnengräberfeld

Der Friedhof Blankenese ist ein evangelischer Friedhof im Hamburger Stadtteil Sülldorf. Er hat eine Fläche von rund 17,5 Hektar und steht seit der Neufassung des Hamburger Denkmalschutzgesetzes im Jahre 2013 unter Schutz. Der Friedhof versorgt den namensgebenden Hamburger Stadtteil Blankenese sowie die Stadtteile Sülldorf, Rissen, Iserbrook und Teile von Schenefeld im Kreis Pinneberg.

## Geschichte

### Entstehung
Als Blankenese kirchlich aus dem Kirchspiel Nienstedten ausgegliedert wurde, beschloss die neue Gemeinde nicht nur die eigene Kirche als Zeichen der Eigenständigkeit, sondern auch einen eigenen Friedhof zu errichten. Dieser konnte am 20. April 1902 eingeweiht werden. Ergänzende Bauten wie Toranlage, Leichenhalle und ein Wohnhaus für Angestellte entstanden bis 1903.
Im älteren Teil zeigen sich einzelne landschaftliche Elemente, zum Beispiel ein Teich im südwestlichen Bereich. Die ursprünglich vorhandene Landschaft mit Knicks und Einzelbäumen wurde in die Gestaltung einbezogen. Heute weist der Friedhof in allen seinen Teilen einen recht dichten Baumbestand auf. Seit 1902 hat sich die Fläche des Friedhofes mehr als vervierfacht, die erste Erweiterung wurde bereits 1907 nötig.

### Friedhofskapelle
Die Kapelle von 1927 gestaltete der Architekt F. Winkelmann als zeittypischen Klinkerbau der Reformarchitektur mit Schmuckelementen aus Keramik und einem parabelförmigen Innenraum. Bis zur Errichtung einer eigenen Kirche in Sülldorf wurde die Kapelle auch für reguläre Gottesdienste genutzt. Den modernen Glockenturm ergänzte man 1962 nach Entwürfen von Friedhelm Grundmann.

### Namensgebung
Der Erbauer des Friedhofes war das ab 1902 existierende Kirchspiel Blankenese, das auch den heutigen Ort Sülldorf umfasste. Zum Zeitpunkt der Errichtung des Friedhofes gehörte das Gebiet bis zur Osdorfer Landstraße zur eigenständigen Gemeinde Blankenese, kam mit dem Unterelbegesetz 1927 zum damaligen Altonaer Stadtteil Blankenese und gehört seit der Gebietsreform von 1939 zum Hamburger Stadtteil Sülldorf. Der Friedhof ging in das Eigentum der neuen Kirchengemeinde Blankenese über, die Kombination aus Name und Lage erinnert heute noch an die früher größere Ausdehnung des Kirchspiels.

## Gräber
Auf dem Friedhof gibt es klassische Reihen- und Urnengräber genauso wie naturnah gestaltete Gräberbereiche und Urnengräberfelder mit gemeinsamem Gedenkstein. Für das anonyme Urnengräberfeld schuf Fritz Fleer 1983 eine Bronzeskulptur des Motivs Jonas und der Walfisch, mit dem er über die religiöse Bedeutung hinaus auf die alte Tradition der Fischerei in Blankenese anspielen wollte.
Seit dem 3. Oktober 1920 gibt es ein Kriegerdenkmal für die Gefallenen des Ersten Weltkriegs.
Bekannte Persönlichkeiten, die auf dem Friedhof beerdigt wurden:
- Sabine Boehlich – Politikerin (1950–2016)
- Heinrich Ferdinand Curschmann – Rechtsanwalt (1913–2009)
- Richard Germer – Volkssänger und Komponist (1900–1993)
- Heinz Haber – Physiker (1913–1990)
- Felicitas Kukuck – Komponistin (1914–2001)
- Nanette Lehmann – Künstlerin (1920–1999)
- Heinz Lieven – Schauspieler (1928–2021)
- Albert Mähl – Schriftsteller (1898–1970)
- Carl Oesterley – Maler (1839–1930)
- Theodor Paulsen – Theologe (1839–1921)
- Martin Schmidt – Altphilologe, Politiker (1933–2011)
- Paul Schurek – Schriftsteller (1890–1962)
- Johannes Heinrich Sibbert – Gemeindevorsteher Blankenese (1850–1917)
- Dora Wenneker-Iven (1889–1980), Malerin und Mäzenin

## Fotografien und Karte
Koordinaten: 53° 34′ 28″ N, 9° 48′ 5″ O

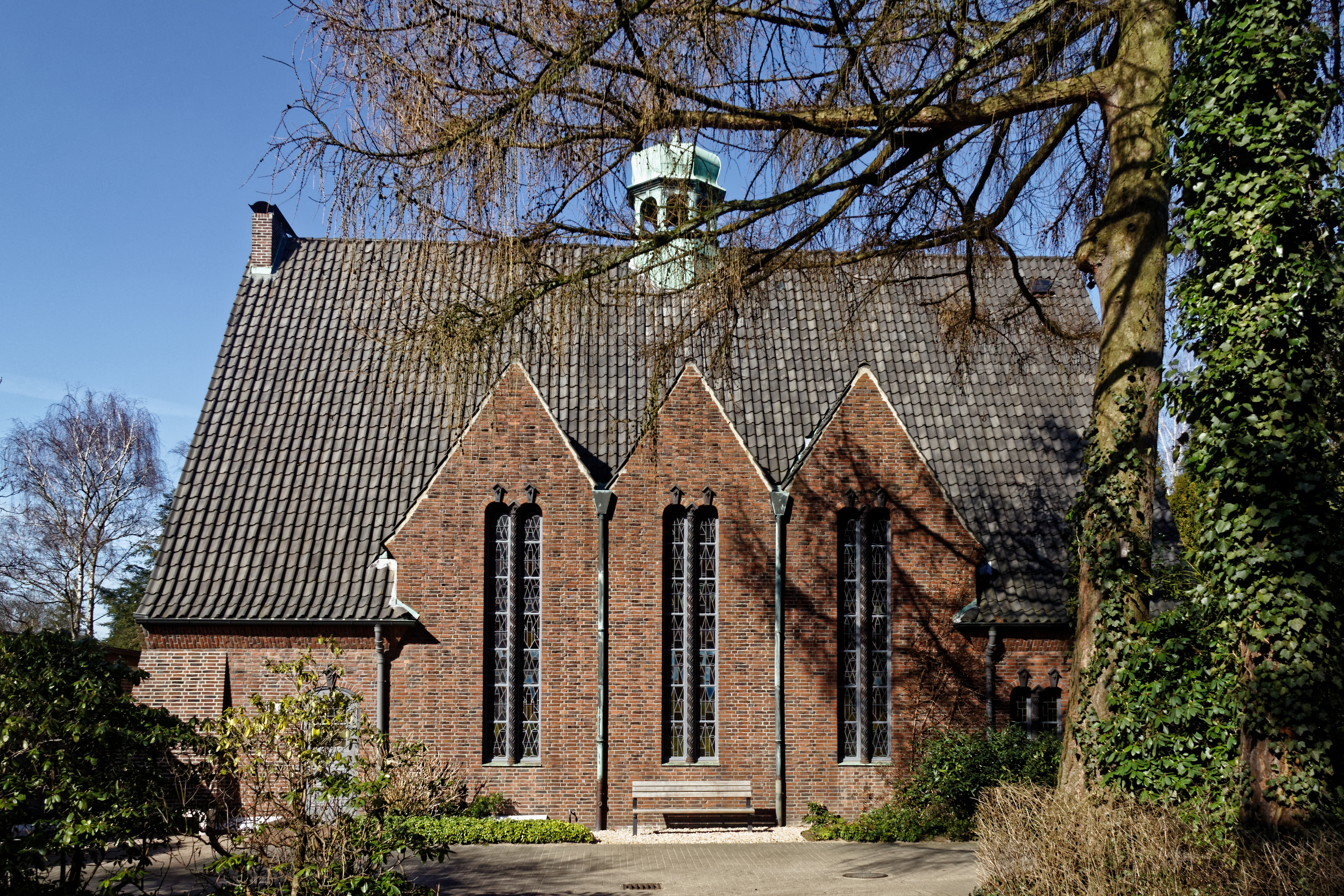
Südfassade der Kapelle
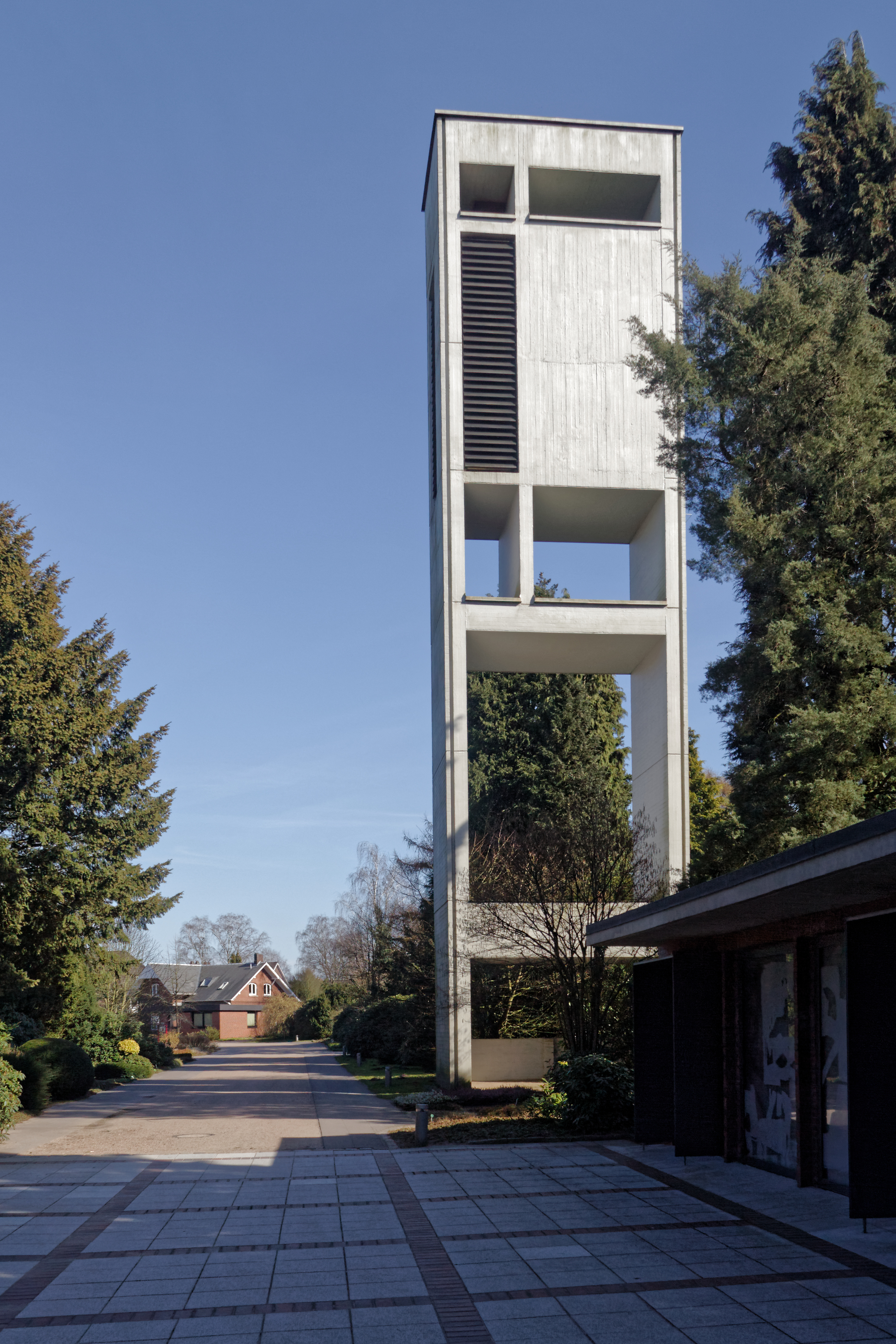
Glockenturm
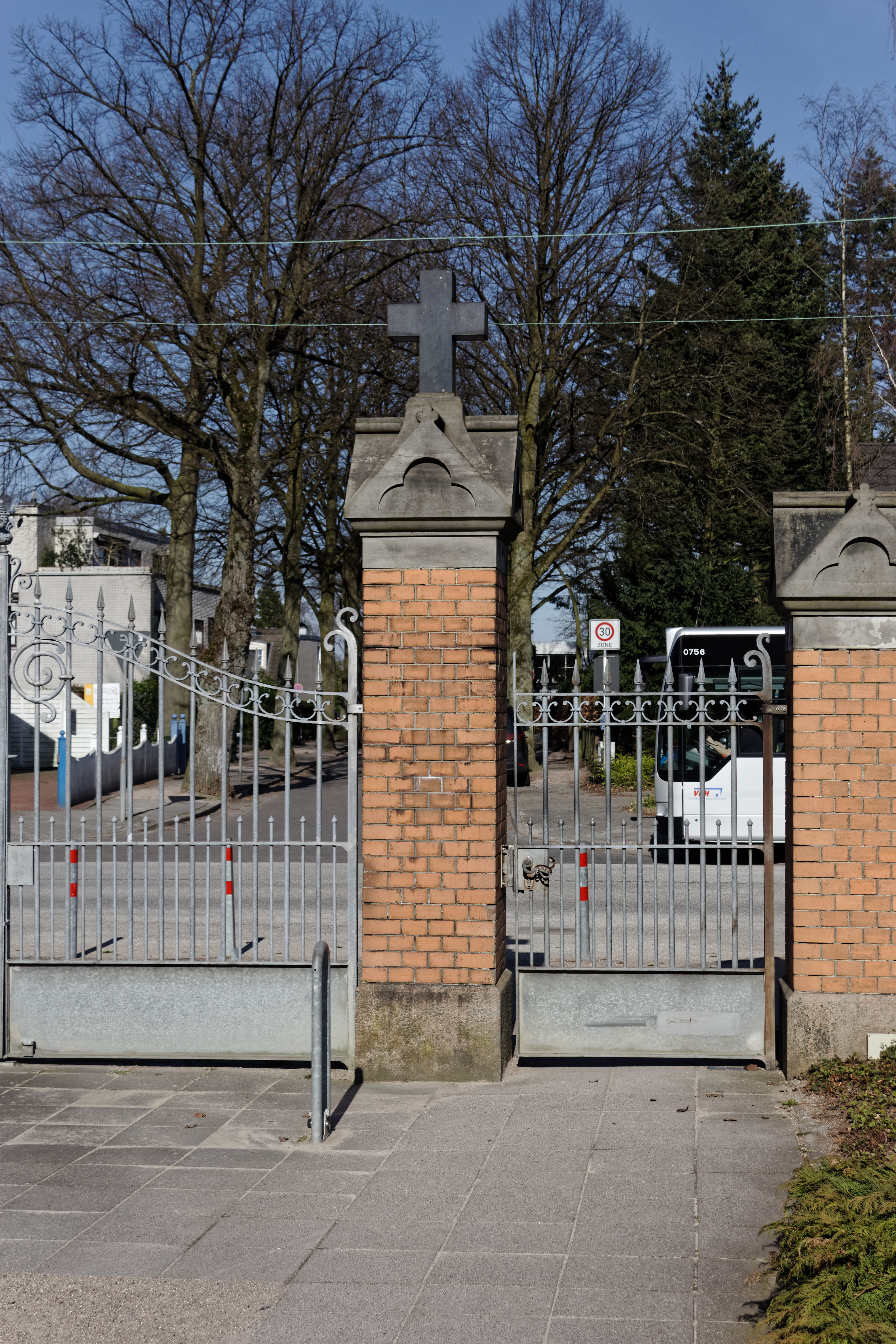
Osteingang
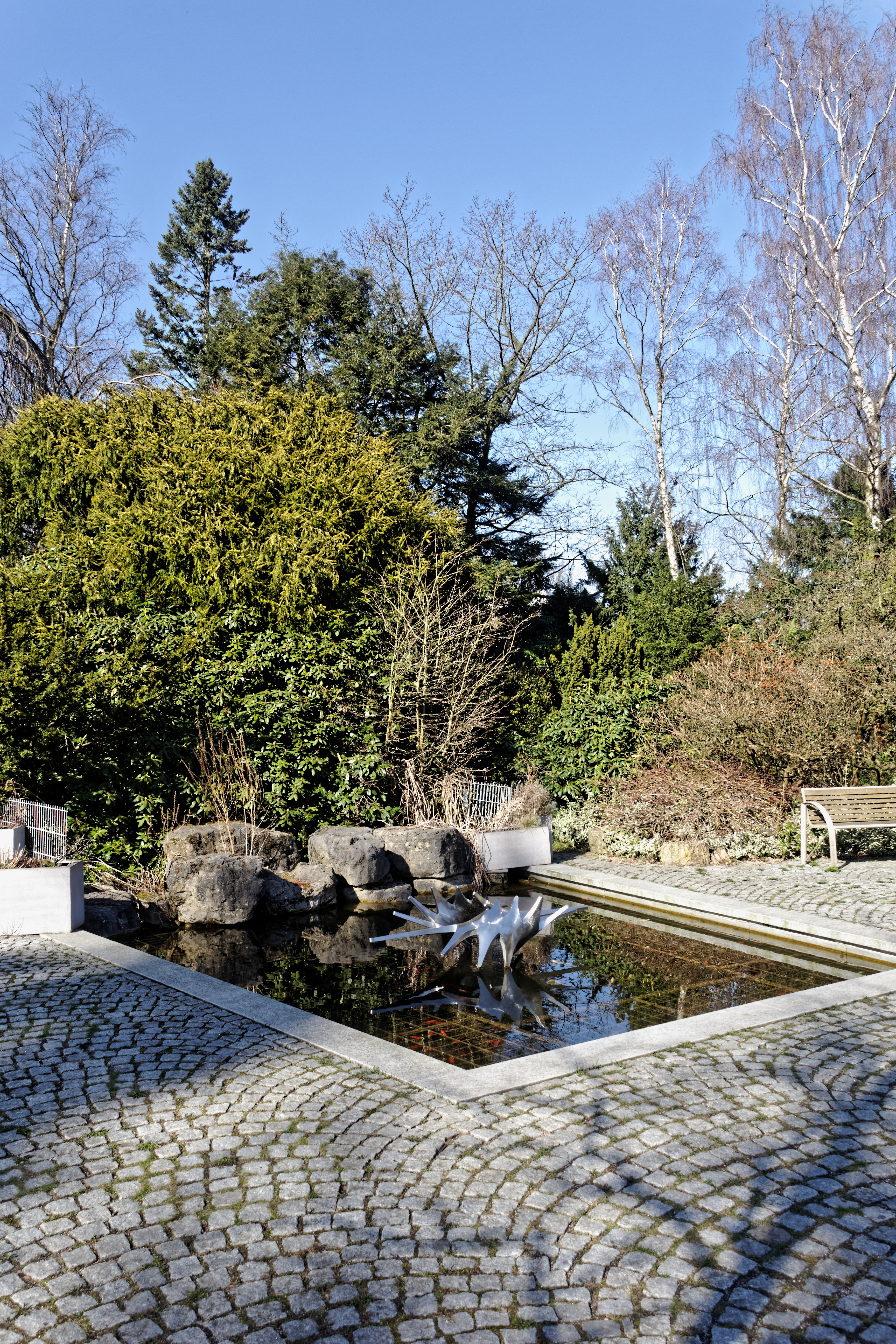
Brunnen hinter dem Osteingang
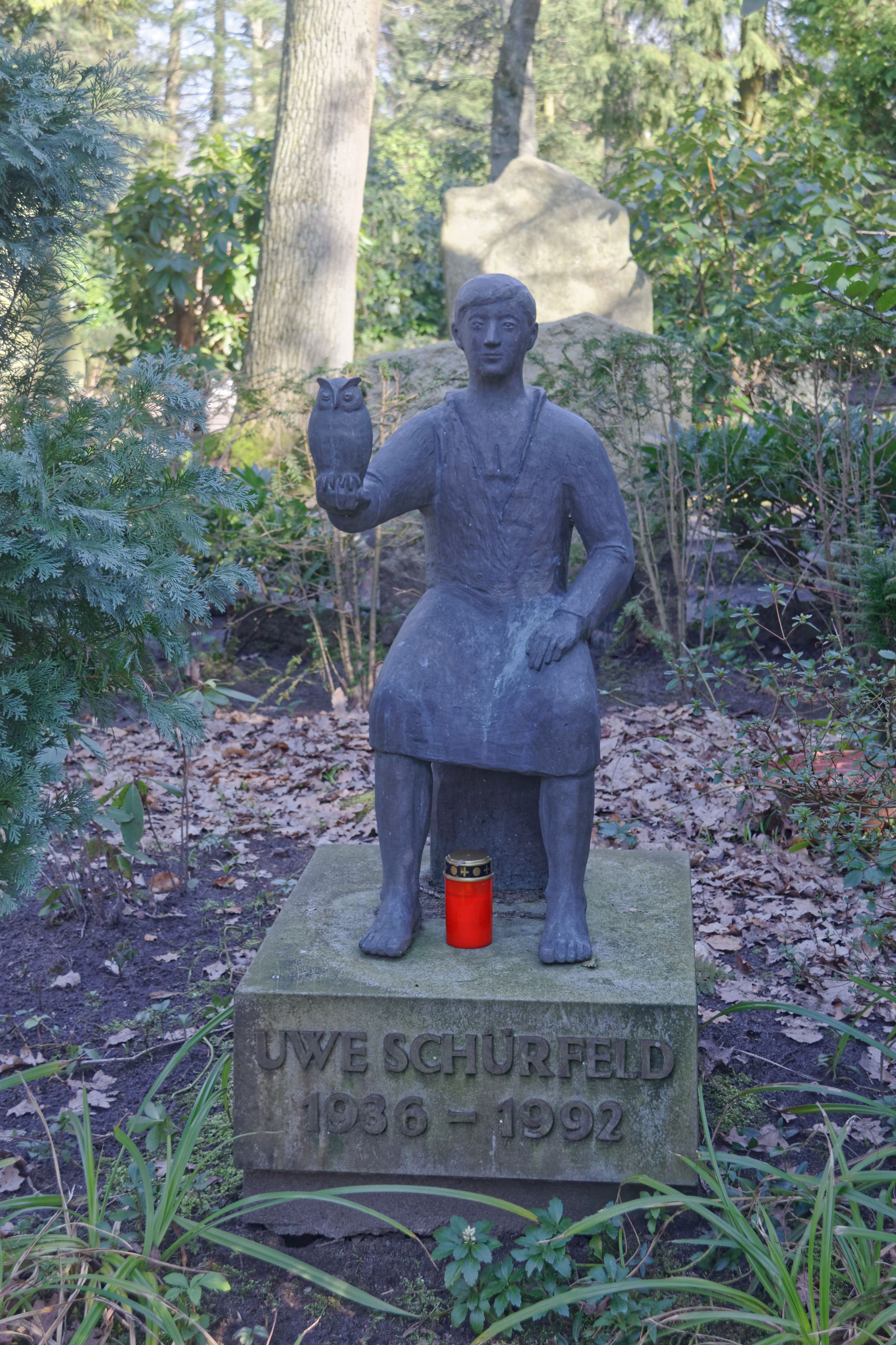
Gestaltetes Grab aus den 1990er-Jahren